# Площадь Султан-Галиева
Пло́щадь Султа́н-Гали́ева (тат. Солтангалиев мəйданы) — площадь в историческом центре Казани, в Вахитовском районе города. Одна из самых новых и благоустроенных площадей и достопримечательностей города. На севере террасными спусками позади здания площадь выходит на берег реки Казанка. С запада, юга и востока площадь ограничена соответственно улицами Касаткина, Бассейной, Пушкина.

## История
На месте площади располагалась малоэтажная застройка плохой сохранности, не имевшая большой исторической ценности в отличие от некоторых других улиц исторического центра города. Генеральным планом 1969 года на этом месте и далее на запад в сторону Казанского Кремля предусматривался снос всех старых зданий и сооружение широкой эспланады с крупными зданиями. В конце 1980-х годов было решено общий характер застройки западнее сохранить и разбить новую площадь в её современных границах.
Южной границей площади стало массивное и высокое здание Верховного Совета Татарской АССР (ныне — Государственный Совет Республики Татарстан), сооружённое к 1982 году. Территория будущей площади была расчищена к 1987 году, к которому на её северной границе было сооружено первое новое здание — «Ленинский мемориал» (ныне — Национальный культурный центр «Казань»). На первых порах площадь представляла собой простое открытое пространство.
В начале 1990-х годов на площади началось строительство новых зданий и её благоустройство. В 1992 году ей было присвоено имя репрессированного лидера татарского национального движения 1920-30-х годов Султан-Галиева.
Помимо административных зданий, важнейшей особенностью площади стали сооружённые в конце 1990-х начале 2000-х годов на её западной границе жилые здания элитного класса с развитыми и богатыми архитектурными формами — дворцовый комплекс «Ренессанс». Окончательно архитектурное обрамление площади завершится с достройкой среднего здания дворцового комплекса в 2011 году и бизнес-центра «Султан-Галиевский» несколько позже.

## Значение и объекты

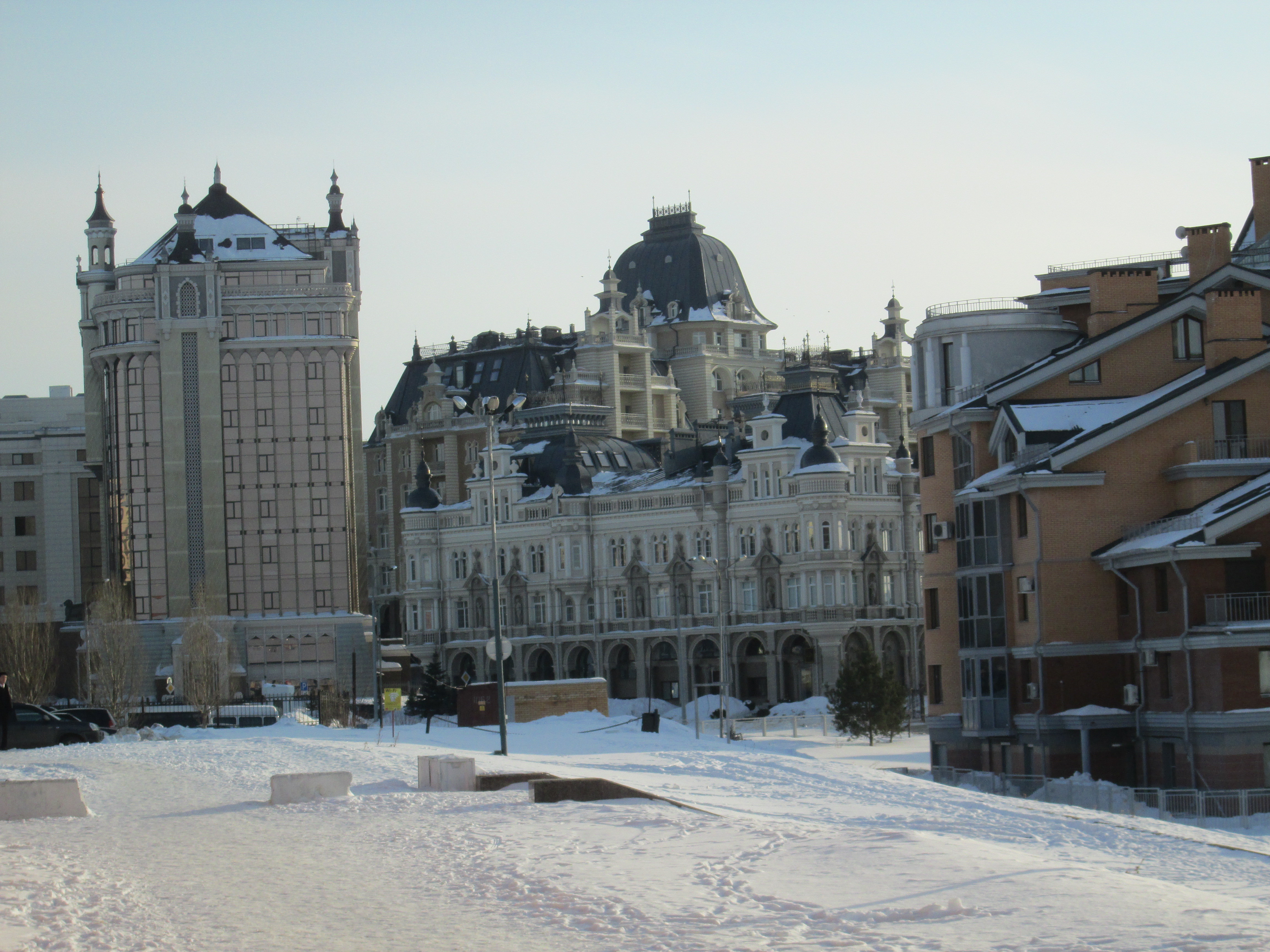
Вид на новое здание по адресу ул. Касаткина, 15 и жилой комплекс «Ренессанс» с площади

На площади присутствуют значительные зелёные насаждения, клумбы, аллеи с развитым каменным архитектурным ограждением и устроен каскадный фонтан в её северной части. Между этой прогулочной частью и зданием НКЦ «Казань» находится большая асфальтированная проезжая площадка. На поднятом относительно неё террасном уровне непосредственно перед зданием установлена 40-метровая стела Свободы, увенчанная вращающейся подсвеченной золочёной фигурой женщины из татарской мифологии «хоррият» и расположена галерея скульптур молодых авторов республики.
На асфальтированной площадке проводятся торжественные мероприятия (нередко с парадами или построениями людей и техники), национальные, религиозные, молодёжные, детские и прочие праздники, а также собрания автомобилистов, скейтеров, велобайкеров и других неформальных сообществ.
На террасах-спусках к Казанке за зданием НКЦ «Казань» есть причалы для средств малого судоходства и открывается панорама на Кремль и новую застройку заречной части города (Ново-Савиновский район).
На площади расположены следующие объекты:
- Государственный Совет Республики Татарстан
- Верховный суд Республики Татарстан (Дворец Правосудия)
- Управление ФНС России по Республике Татарстан
- Министерство финансов Республики Татарстан
- Национальная библиотека Республики Татарстан (в здании Национального культурного центра «Казань»)
- Дворцовый комплекс «Ренессанс»

Ни по одной из примыкающих к площади улиц общественный транспорт не ходит. Ближайшее место, где есть троллейбусное и автобусное сообщение, — находящаяся южнее площадь Свободы, отделённая от площади Султан-Галиева смежными зданиями Госсовета и Кабмина Татарстана.
С 2015 года под площадью планируется строительство четырехуровневой подземной парковки. Площадь парковки составляет 9,2 тысяч м² на 961 машино-место.